# WTA German Open 1984
Il WTA German Open 1984 è stato un torneo di tennis giocato sulla terra rossa. È stata la 72ª edizione del German Open, che fa parte Virginia Slims World Championship Series 1984. Si è giocato al Rot-Weiss Tennis Club di Berlino in Germania dal 14 al 20 maggio 1984.

## Campionesse

### Singolare
Claudia Kohde Kilsch ha battuto in finale  Kathleen Horvath con il punteggio di 7–6(8), 6–1.

### Doppio
Anne Hobbs /  Candy Reynolds hanno battuto in finale  Kathleen Horvath /  Virginia Ruzici con il punteggio di 6–3, 4–6, 7–6(11).